# Bellerive-sur-Allier
Bellerive-sur-Allier település Franciaországban, Allier megyében. Lakosainak száma 8898 fő (2022. január 1.). Bellerive-sur-Allier Abrest, Brugheas, Charmeil, Espinasse-Vozelle, Serbannes és Vichy községekkel határos.

## Népesség
A település népességének változása:
| Lakosok száma | 5953 | 8188 | 8448 | 8418 | 8530 | 8501 | 8500 | 8638 | 8844 | 8898 |
|               | 1968 | 1982 | 1999 | 2006 | 2011 | 2015 | 2017 | 2018 | 2020 | 2022 |